# Вилья, Себастьян
Себастьян Вилья Кано (англ. Sebastián Villa Cano; род. 19 мая 1996, Бельо, Антьокия) — колумбийский футболист, вингер клуба «Берое» и сборной Колумбии.

## Биография
Вилья — воспитанник клуба «Депортес Толима». 27 августа 2014 года в поединке Кубка Колумбии против «Депортес Киндио» он дебютировал за основной состав. В том же году Себастьян стал обладателем трофея. 9 мая 2016 года в матче против «Санта-Фе» он дебютировал в Кубке Мустанга. 11 февраля 2018 года в поединке против «Америки» из Кали Себастьян забил свой первый гол за «Депортес Толима». В том же году он помог команде выиграть чемпионат.
Летом 2018 года Вилья перешёл в аргентинский «Бока Хуниорс». 12 августа в матче против «Тальерес» он дебютировал в аргентинской Примере. 3 сентября в поединке против «Велес Сарсфилд» Себастьян забил свой первый гол за «Бока Хуниорс».

## Международная карьера
8 сентября 2018 года в товарищеском матче против сборной Венесуэлы Вилья дебютировал за сборную Колумбии.

## Достижения
Командные
 «Депортес Толима»
- Чемпионат Колумбии по футболу — Колумбия 2018
- Обладатель Кубка Колумбии — 2014